# کارولینا هوریکانز
کارولینا هوریکانز (به انگلیسی: Carolina Hurricanes) یک تیم حرفه‌ای هاکی روی یخ است که در رالی کارولینای شمالی مستقر است. آنها در لیگ هاکی ملی (NHL) به عنوان عضوی از بخش متروپولیتن کنفرانس شرق شرکت می‌کنند. هوریکانز بازی‌های خانگی خود را در ورزشگاه ۱۸،۶۸۰ نفری PNC Arena انجام می‌دهند.
این تیم در سال ۱۹۷۱ به عنوان نیوانگلند والرز (New England Whalers) انجمن جهانی هاکی (WHA) شکل گرفت. والرز بلافاصله به موفقیت رسیدند و در سه فصل ابتدایی WHA قهرمان لیگ شرقی شدند و با قهرمانی در نخستین دوره از مسابقات Avco World Trophy فصل ۷۳—۱۹۷۲ را به پایان رساندند. والرز بار دیگر در سال ۱۹۷۸ در World Trophy شرکت کرد. در دیدار پایانی و در مصاف با تیم وینیپگ جتس که تکرار فینال سال ۱۹۷۳ بود، شکست خوردند. این تیم در سال ۱۹۷۹ به عنوان بخشی از ادغام دو لیگ NHL–WHA به لیگ ملی هاکی (NHL) پیوست و نام خود را به هارتفورد والرز تغییر داد. در سال ۱۹۹۷ این تیم به کارولینای شمالی نقل مکان کرد و نام خود را به عنوان هوریکانز تغییر داد. هوریکانز برای اولین بار در سال ۲۰۰۲ به فینال جام استنلی صعود کرد، جایی که آنها از دیترویت رد وینگز شکست خوردند. در جام استنلی ۲۰۰۶، هوریکانز مقابل ادمونتون اویلرز به پیروزی رسیدند و اولین قهرمانی بزرگ ورزش حرفه‌ای را برای ایالت کارولینای شمالی به ارمغان آوردند.

## افتخارات در لیگ ملی هاکی
جام استنلی
- ۰۶–۲۰۰۵

جام پرنس ولز
- ۰۲–۲۰۰۱، ۰۶–۲۰۰۵

جام کان اسمیت
- کام وارد: ۰۶–۲۰۰۵

جام فرانک جونیور زلکه
- راد بریند'آمور: ۰۶–۲۰۰۵ ۰۷–۲۰۰۶

جام یادبود کینگ کلنسی
- رون فرانسیس: ۰۲–۲۰۰۱

جام یادبود لیدی بینگ
- رون فرانسیس: ۰۲–۲۰۰۱

جام لستر پاتریک
- پیتر کارمانوس جونیور: ۹۸–۱۹۹۷

جام یادبود کالدر
- جف اسکینر: ۱۱–۲۰۱۰